# Metioche pallidicornis
Metioche pallidicornis är en insektsart som först beskrevs av Carl Stål 1861.  Metioche pallidicornis ingår i släktet Metioche och familjen syrsor. Inga underarter finns listade i Catalogue of Life.